# فلم مغامرة

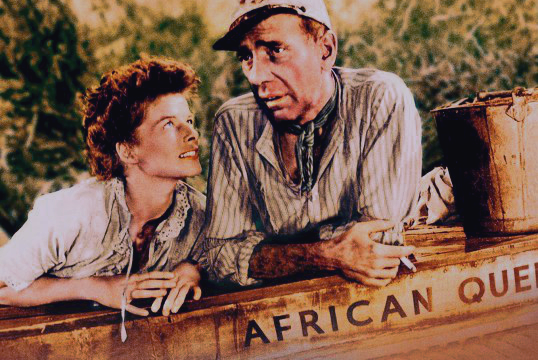

فيلم مغامرة (بالإنجليزية: Adventure film) هو نوع واسع من الأفلام. بعض الدراسات المبكرة حول الأنواع السينمائية لم تفرقه كثيرًا عن أفلام الغرب الأمريكي، أو جادلت أن أفلام المغامرة يمكن أن تشمل جميع أنواع أفلام هوليوود. وُجد تطابق لدى المؤرخين براين تيفز وإيان كاميرون تمثل في أن هذا النوع يتطلب بيئة بعيدة عن جمهور الفيلم من حيث الزمان والمكان، وأنه يتضمن بطلًا إيجابيًا يحاول تصحيح الأوضاع في عالمه. بعض النقاد، مثل تيفز، يقصرون هذا النوع على البيئة الطبيعية، في حين وجدت إيفون تاسكر أن ذلك سيستبعد أفلامًا مثل سارقو التابوت الضائع (1981) من هذا النوع. اعتبرت تاسكر أن معظم أفلام هذا النوع تتمحور حول سرديات تقع في عوالم خيالية في بيئة مفعمة بالغموض والإثارة، وغالبًا ما تقودها مهمات يسعى فيها الشخصيات للحصول على أشياء أسطورية أو البحث عن الكنوز. يرتبط هذا النوع بشكل وثيق بأفلام الحركة، وغالبًا ما يستخدم على التبادل أو التوازي مع هذا النوع.
تتميز أفلام المغامرات بشكل كبير ببيئة التصوير والمؤثرات البصرية التي تعتبر عناصر رئيسية فيها. تجلى ذلك في العروض التقنية الأولى مثل العالم المفقود (1925) حتى فيلم كينغ كونغ (1933). كانت مواقع هذه الأفلام غريبة وكانت جميلة وخطيرة في الوقت نفسه. واستمر هذا الاتجاه في أفلام المغامرات في هوليوود. أما النمط الآخر البارز في هوليوود فهو المغامرات التاريخية التي تجسدت في أولى الأفلام على غرار القرصان الأسود (1926) وعلامة زورو (1920)، والتي تتميز بعنف أقل حدة. كانت أفلام المغامرات التاريخية من الإنتاجات الرئيسية في هوليوود حتى منتصف الخمسينيات. في حين كانت الأفلام التاريخية تُعرض بأسلوب ساخر أو متكلف للغايه، بدأت أفلام المغامرات المعتمدة على المؤثرات الخاصة تهيمن على السوق حتى أواخر السبعينيات، مع أفلام مثل حرب النجوم (1977) وغزاة تابوت العهد المفقود (1981). واستمر هذا الاتجاه حتى القرن الحادي والعشرين.

## الخصائص
تشمل أفلام المغامرات نوع واسع من الأفلام. قدمت الكتابات الأولى حول هذا النوع تصنيفات شاملة. ذهب الناقد أندريه بازين في الخمسينيات إلى حد القول أنه: «لا يوجد فرق بين هوبالونغ كاسيدي وطرزان سوى في أزيائهم والساحة التي يُظهرون فيها براعتهم». وفي فيلمه مغامرات في الأفلام (1973)، ذكر إيان كاميرون أن المغامرة «ليست محصورة في نوع معين [...] بل هي صفة تظهر في كل أنواع الأفلام الروائية تقريبًا؛ في الواقع، تكون عادةً أفلام المغامرات الواضحة، مثل ملاحم السيف والرومنسية، من بين أقل الأفلام إثارة للاهتمام». أما المؤرخ الأمريكي برايان تيفز، فكتب في عام 1993 أن هذا التطبيق الواسع النطاق للنوع قد يجعله بلا معنى.
رغم اختلاف تعريفاتهم، اتفق كل من تيفز وكاميرون على أن هذا النوع يتطلب بيئة بعيدة في الزمن والمكان عن جمهوره. بينما رفض كاميرون فكرة وجود نوع مغامرات محدد بوضوح، قال إن الأفلام تصف «الشعور الإيجابي بالمغامرة» الذي ينبثق من مشاهد الحركة في الفيلم والتعرف على الشخصية الرئيسية. عكس تيفز هذا الرأي، مستخدمًا شخصية روبن هود كمثال، الذي يخوض معركة شجاعة من أجل حكومة عادلة في ماضٍ غريب.
كتب تيفز في كتابه رومانسية المغامرة: نوع أفلام المغامرات التاريخية (1993)، عن تعريف النوع في سياق المغامرات التاريخية، واستبعد صراحةً الأفلام التي تحتوي على بيئة خيالية مثل سارقو التابوت الضائع (1981)، حيث تتضمن أحداثًا خارقة للطبيعة بدلًا من الأفعال البشرية. وكتب تيفز: «على عكس المغامرة، تقدم الفانتازيا عالمًا سفليًا تخالف فيه الأحداث الواقع المادي وحدود الإمكانيات البشرية». بالمقارنة مع غيره، وفي استعراضه لسينما المغامرات البريطانية، قال جيمس تشابمان إن فيلم المغامرات يتم تعريفه من خلال رواية خيالية ويستبعد الأفلام المستندة إلى أحداث وشخصيات تاريخية مثل زولو (1964) ولورنس العرب (1962)، معتبرًا أنها تنتمي إلى أنواع أخرى من السرديات مثل الفيلم التاريخي أو فيلم الحرب. لخص تشابمان الطبيعة المعقدة لهذا النوع، قائلًا: «فيلم المغامرات أقل وضوحًا في التعريف من معظم الأنواع؛ وربما يكون هذا سببًا في تجاهل مؤرخي الأفلام له إلى حد كبير». ووصف النمط بأنه ليس نوعًا منفصلًا بحد ذاته، بل فئة مرنة وشاملة تضم مجموعة متنوعة من الأشكال السردية ذات الصلة.
كتبت المؤلفة والأكاديمية البريطانية إيفون تاسكر في كتابها أفلام الحركة والمغامرات في هوليوود (2015) إن أفلام المغامرات تعرض قصة تقع ضمن خيال قائم على بيئة مفعمة بالإثارة والغموض. ووجدت أن هذه الأفلام غالبًا ما تتبع سردًا بحثيًا، حيث تسعى الشخصيات وراء أشياء أسطورية أو كنوز مذهلة، كما هو الحال في أفلام مثل كنوز الملك سليمان (1950) وسارقو التابوت الضائع (1981). اعتمدت تاسكر رؤية أوسع لهذا النوع، وعلّقت على حدود تعريف تيفز، مشيرةً إلى أنه من غير المفهوم فرض حدود على أجناس سينمائية متنوعة، حيث أنها شملت أفلامًا مثل غزاة العهد المفقود الذي وصفته بأنه «مغامرة بكل ما للكلمة من معنى». وأكدت أن الفيلم، حتى عند تجاهل بيئته التاريخية، يتعلق برحلة وبناء إحساس أخلاقي لدور البطل في العالم.
كتبت تاسكر أن هذه الأفلام لا تحتوي على أيقونات ثابتة، حيث تُمنح تصميمات المشاهد والمؤثرات الخاصة، بدءًا من تقنيات التصوير الحركي (Stop-motion) إلى الصور الرقمية وتقنية ثلاثية الأبعاد، مكانة بارزة في هذه الأنواع. وأشار تشابمان أيضًا إلى أن هذا الأسلوب يُستخدم غالبًا في سرديات تركز على الحركة والعروض البصرية. وشمل أنماط مثل أفلام المتعنترين، وأفلام الإمبراطورية البريطانية، وأفلام الجاسوسية المليئة بالإثارة، وأفلام الفانتازيا الأسطورية كجزء من سينما المغامرات.
وعند الكتابة عن نوع أفلام المغامرات في السبعينيات، قال جيفري ريتشاردز: «نظرًا لأن الطريقة التي يتحرك بها المتعنتر ويظهر بها في أفلام العنترة توازي أهمية ما يقوله، يجب أن ننظر إلى مصمم الديكور، ومصمم الأزياء، ومدرب المبارزة، ومنسق المشاهد الخطرة، والمصور السينمائي، والممثل تمامًا كما ننظر إلى الكاتب والمخرج. لأن فيلم العنترة هو تمامًا نتاج عملهم جميعًا».
غالبًا ما تُستخدم أفلام الحركة والمغامرات معًا كأجناس سينمائية، بل ويتم استخدام المصطلحين بالتبادل. بالنسبة لتيفز، قارن بين الأسلوبين قائلًا إن أفلام المغامرات كانت «شيئًا يتخطى أفلام الحركة» وارتقت «إلى ما وراء التحديات الجسدية» من خلال «طابعها الأخلاقي والفكري».